# Bouzkachi
Ne pas confondre avec Bouskachi, tome de la série de bande dessinée A.D Grand-Rivière.

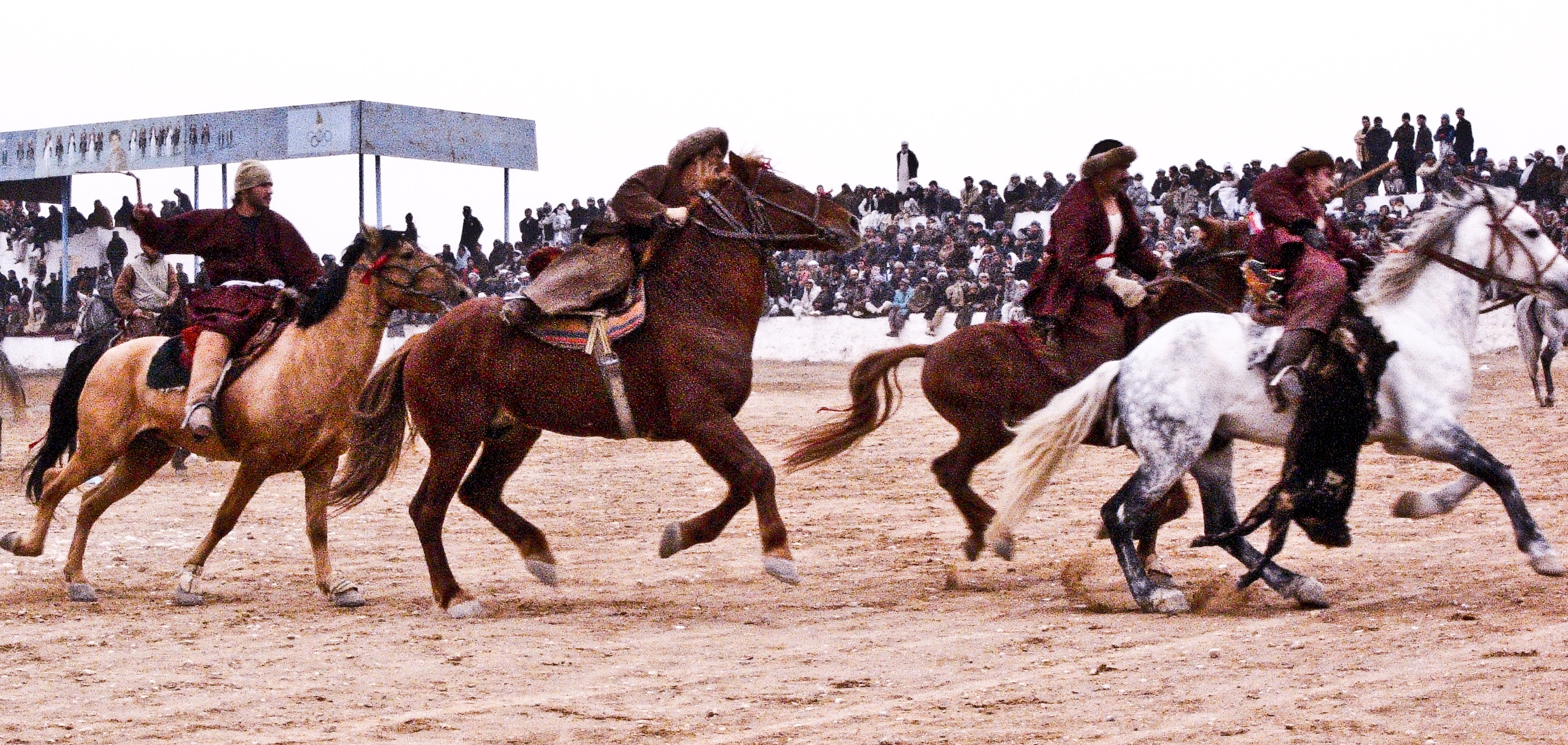
Bouzkachi.

Le bouzkachi ou bozkachi (en persan : بزکشی, litt. « jeu de l'attrape chèvre ») est une activité équestre collective. C'est le sport national en Afghanistan et il est également pratiqué dans plusieurs pays d'Asie centrale et du Moyen-Orient : Ouzbékistan, Tadjikistan, Kazakhstan, Mongolie, Iran, Kirghizistan[réf. à confirmer]. On l'appelle également, selon les régions : Ulak Tartish, Ulak Tyrtys, Kok-borou, Kuk Pari, Kök Berü, Kökpar.
C'est un des sports des Jeux mondiaux nomades d'Asie centrale.
Les joueurs de bouzkachi sont appelés tchopendoz en Afghanistan.

## Étymologie et origine
Le terme bouzkachi est un mot persan composé des mots boz (بز, chèvre) et kachi (کشی, en tirant, apportant vers soi).
Le terme de kök börü en kyrgyz et dans les autres langues turques signifie loup gris. D’après la légende, ce jeu aurait été inspiré par les loups qui apprennent à chasser à leurs petits. Elle est considérée comme une tradition très ancienne. Il y est dit que c'était d'abord un sport fait pour s'entraîner à la guerre, pratiquée à cheval par les peuples nomades d'Asie centrale, avec amusement.
À l'origine, il était pratiqué lors des festivités de mariage turkmène puis s'est répandu dans toute l'Asie centrale. Il est probable que les peuples turcs d'Asie centrale l'aient pratiqué longtemps avant. Dans le nord de l’Afghanistan, le bouzkachi fait partie des traditions les plus anciennes du pays. Plusieurs peuples le pratiquent, mais les Ouzbeks sont considérés comme en étant les champions.

## Déroulement d'une partie
Le bouzkachi peut regrouper des centaines de joueurs, généralement répartis en équipes de dix joueurs. Une carcasse décapitée, traditionnellement celle d’une chèvre (mais ce peut aussi être un mouton ou un veau), est lancée sur le sol au milieu du cercle des cavaliers. Au signal, les cavaliers se ruent vers la carcasse et tentent de la ramasser, tâche qui à elle seule nécessite une grande force. À l'origine, le cavalier muni de la carcasse devait galoper au milieu d'adversaires armés de fouets pour marquer un but, souvent situé à plus de deux kilomètres, puis rapporter la carcasse au point de départ. De nos jours, il lui faut plus simplement atteindre une zone déterminée. Les chevaux employés pour ce jeu subissent un entraînement spécial et coûtent très cher.
On distingue deux formes de bouzkachi. La forme traditionnelle, dite « tudabarai », se joue individuellement et à l'échelle locale, et les règles sont assez vagues : chaque cavalier doit poser la carcasse « d'une manière qui peut être jugée incontestée » et joue pour contribuer au prestige de son khan (chef de tribu afghan). Cette forme est donc individuelle, traditionnelle, sociale et se pratique particulièrement à la suite des rituels de mariage et de circoncision. L'autre forme, dite « qarajai », est la forme « sportivisée », développée surtout au début des années 1950, et implique des règles plus précises. Cette version se joue en équipe (entre 5 et 15 personnes) ; l'objectif de chaque équipe est de marquer des points soit en déposant la carcasse dans un cercle au sol (deux points), soit en faisant le tour du cercle avec la carcasse (un point). Cette forme est donc davantage collective, modernisée, bureaucratique, et suit un calendrier de matchs organisés par une fédération.

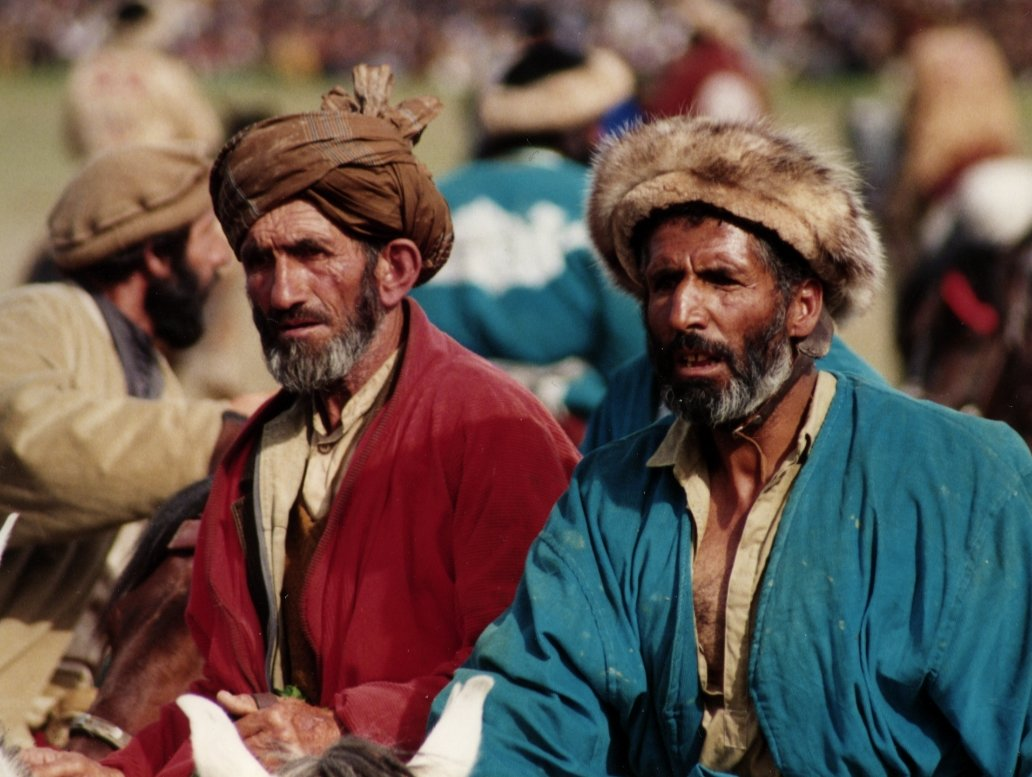
Tchopendoz lors d'un bouzkachi à Kaboul en 1995
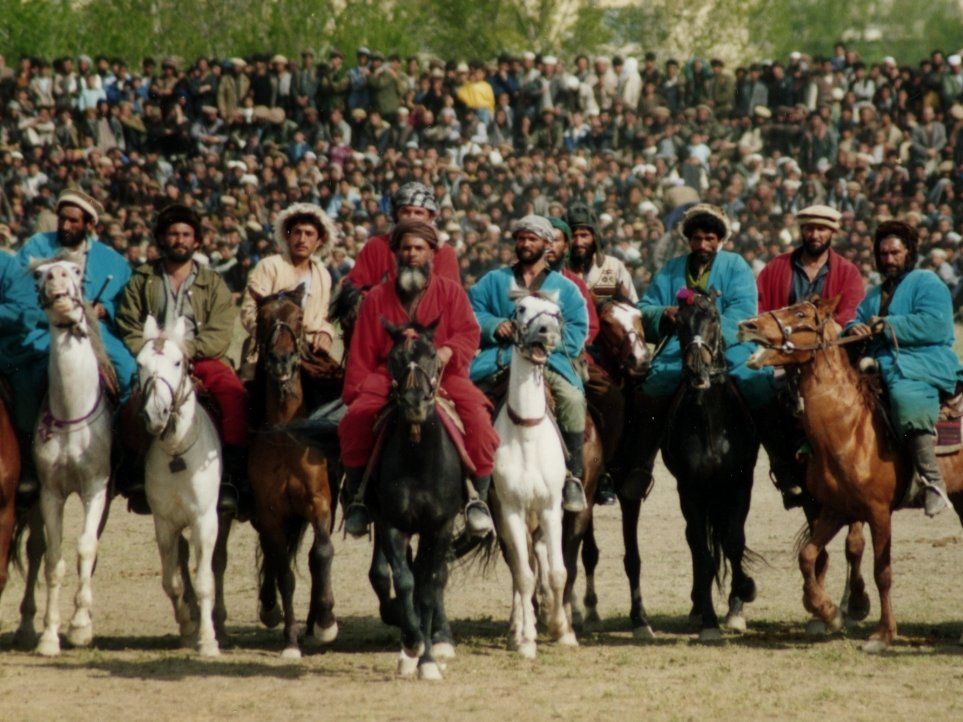
Une équipe de cavaliers en attente du signal de départ
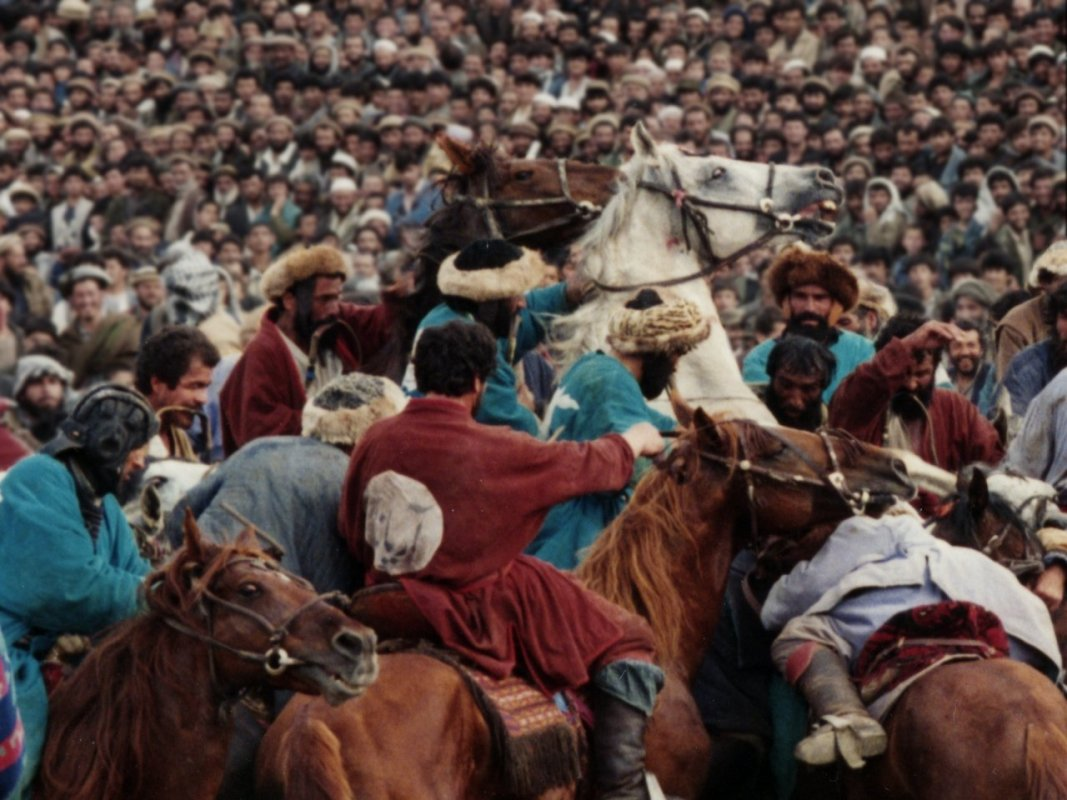
Les chevaux dans la mêlée
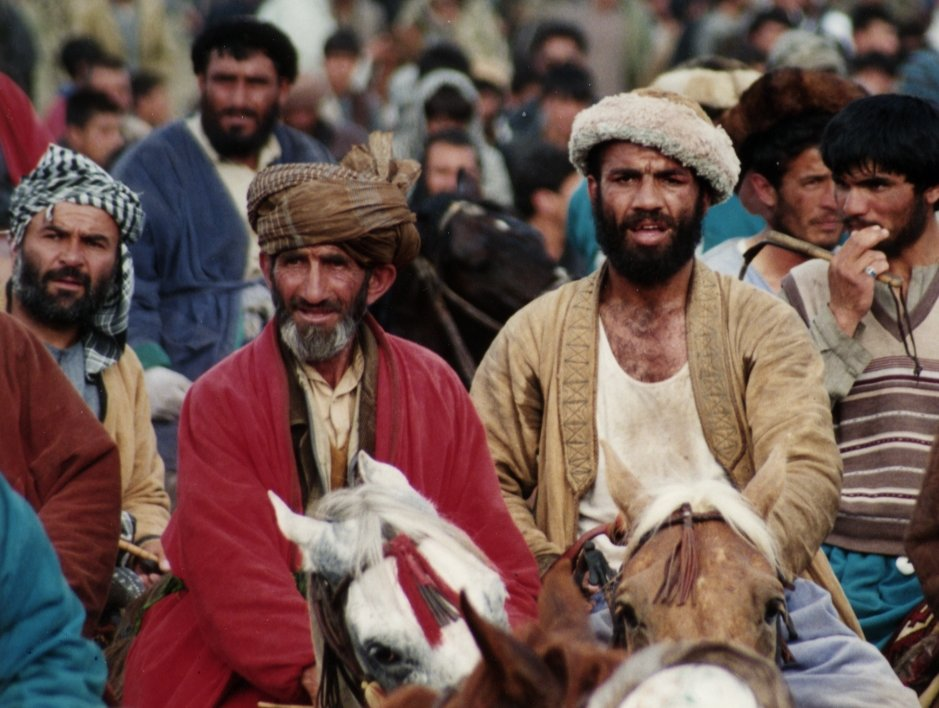
Des tchopendoz

## Bouzkachi dans la culture

### Littérature

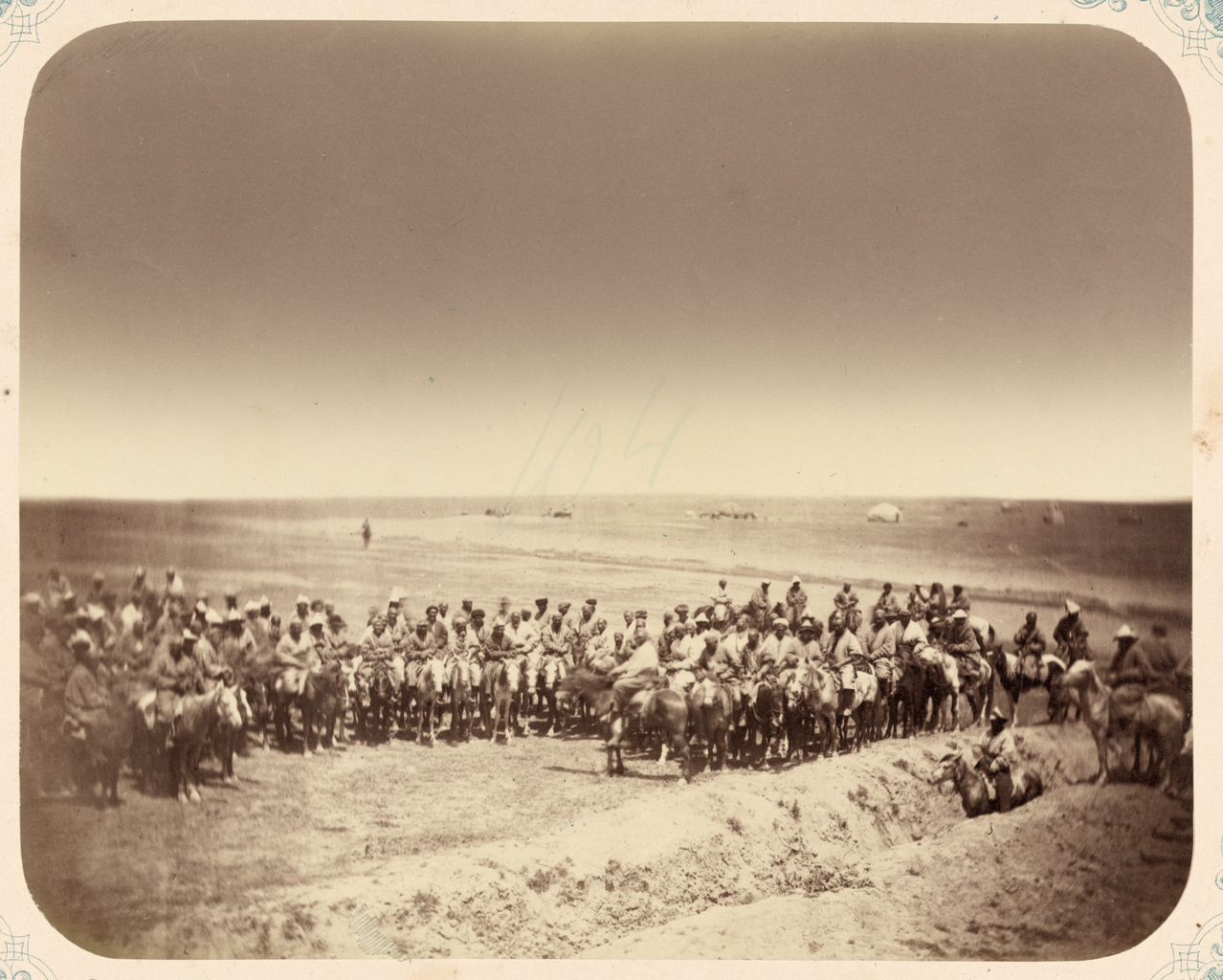
Activités quotidiennes kirghizes. Kök Berü. Entre 1865 et 1872.

Ce sport très particulier a servi de trame à Joseph Kessel pour le scénario du film La Passe du diable (1956) ainsi que pour son roman Les Cavaliers (1967). Ce dernier a été adapté au cinéma en 1971 par John Frankenheimer, avec Omar Sharif et Jack Palance dans les rôles principaux. Il a également été adapté au théâtre en 2015 par Eric Bouvron.
Dans son roman L'Homme de Kabul, l'écrivain Gérard de Villiers évoque longuement ce jeu, mais il l'imagine pratiqué de manière atroce avec une jeune femme considérée comme l'enjeu des cavaliers.
Le récit Les Cavaliers afghans raconte les aventures équestres de Louis Meunier entre 2002 et 2014. Il s'initie au bouzkachi, participe à la mêlée avec les tchopendoz et intègre l'équipe de Kaboul - dans laquelle il joue pendant trois années.
Il est également évoqué dans le roman Le Libraire de Kaboul d'Åsne Seierstad.

### Cinéma
Dans Rambo III (1988), une partie de bouzkachi est organisée dans le village afghan.
Le bouzkachi est aussi une thématique centrale du court métrage Le Cercle d'Ali réalisé par Antoine Beauvois-Boetti en 2019.
« Cavaliers de la Liberté » (2025, Canal+). Le parcours d’un jeune cavalier qui pratique le Bouzkachi, le sport national en Afghanistan, dans un pays où les talibans prennent le pouvoir.